# Yara maculata
Yara maculata is een keversoort uit de familie Hydroscaphidae. De wetenschappelijke naam van de soort werd voor het eerst geldig gepubliceerd in 2010 door Short, Joly en García.